# Dominik Raab

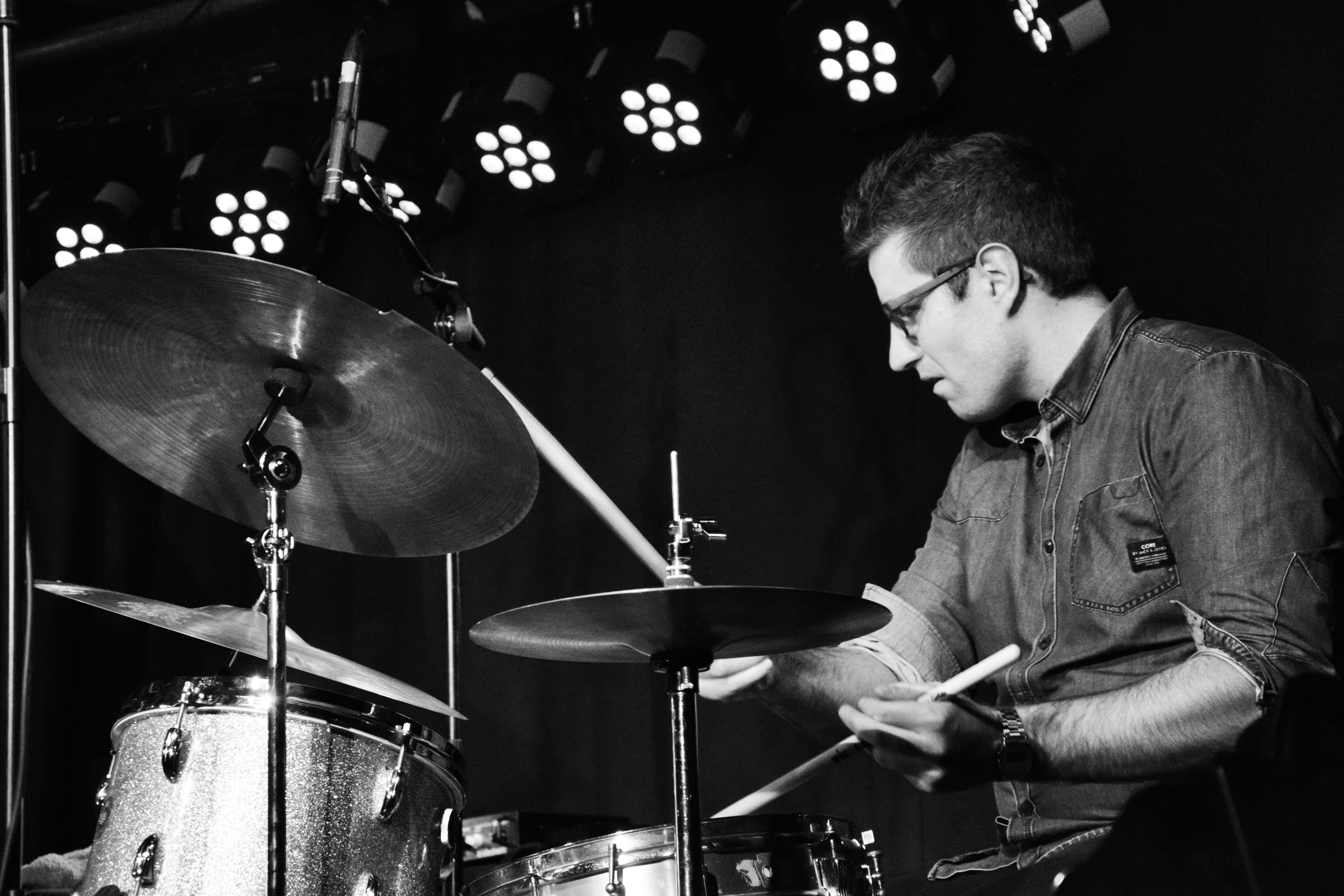
Dominik Raab bei einem Konzert in Stuttgart (2017).

Dominik Raab (* 1988 in Fulda) ist ein deutscher Jazzmusiker (Schlagzeug).

## Werdegang
Raab studierte an der Hochschule für Musik Würzburg Jazzschlagzeug bei Bill Elgart, absolvierte ein 2012 begonnenes Masterstudium an der Hochschule für Musik Nürnberg und war Mitglied des Landesjugendjazzorchesters Hessen. Zu seinen Lehrern zählten unter anderem Bastian Jütte, Hannes Nied und Paul Höchstädter.
Raab leitete Gruppen wie Gen What und spielte unter anderem im Markus Harm Quartett, im Julian Bossert Trio, dem Sunday Night Orchestra, dem Glenn Miller Orchestra (Leitung Wil Salden) und dem Subway Jazz Orchestra. Er lebt und arbeitet seit 2016  in Köln.

## Preise und Auszeichnungen
Raab erhielt unter anderem Auszeichnungen beim Wettbewerb Jugend jazzt, dem Sparda Jazz Award (2. Preis, 2016) und dem Bruno Rother Wettbewerb 2013 sowie 2014.

## Diskografie (Auswahl)
- Konstantin Herleinsberger Quartett: Round Corners (Mons Records, 2015)
- Markus Harm Quartett: Dig It? (Rosenau Records, 2017)
- Julian Bossert Trio: Dead Beat, Bad Deed (FLOATmusic, 2019, mit Henning Gailing)
- Dominik Raab Quartett: Choose Loose (Laika Records 2022, mit Tony Lakatos, Billy Test, Doug Weiss)[4]
- Dominik Raab Quartett: Mocambo Affair (JazzJazz 2025, mit Tony Lakatos, Billy Test, Doug Weiss)[5]